# Robert Anthony Salvatore
Œuvres principales
- Univers des Royaumes oubliés
- Univers Star Wars

Robert Anthony Salvatore, né le 20 janvier 1959, à Leominster dans le Massachusetts, est un écrivain américain de fantasy et de science-fiction. Ses romans les plus connus se déroulent dans Les Royaumes oubliés. Les couvertures de ses romans sont souvent illustrées par Ciruelo Cabral. Il a aussi travaillé sur le scénario du jeu vidéo Les Royaumes d'Amalur : Reckoning.

## Récompense
- 2018 : Prix Inkpot, pour l'ensemble de son œuvre

## Œuvres

### Univers desRoyaumes oubliés

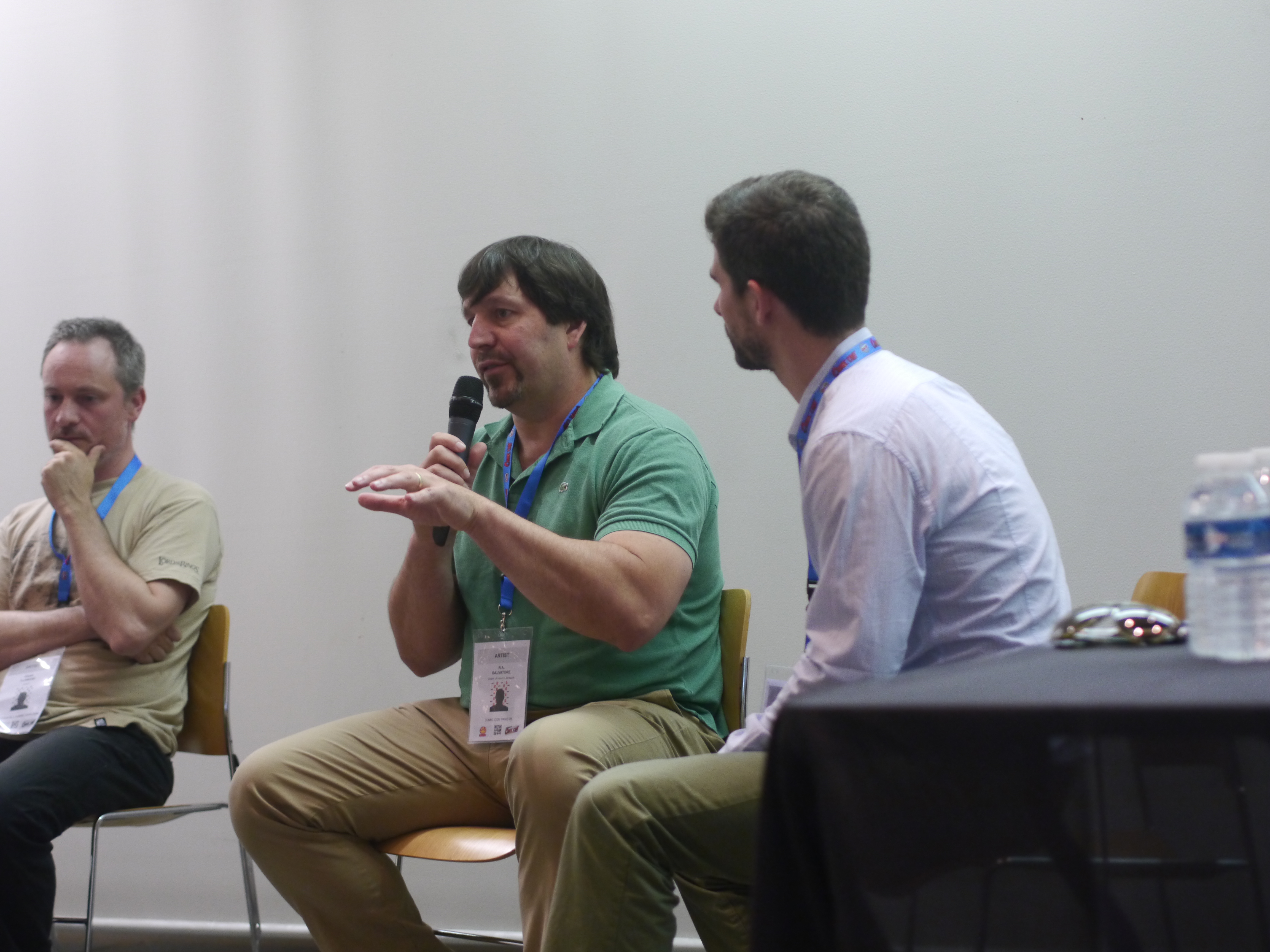
R. A. Salvatore en conférence à la Japan Expo en 2013.

#### SérieLa Légende de Drizzt
Séquence racontant les aventures de Drizzt Do'Urden, le personnage le plus célèbre de R. A. Salvatore. Il s'agit en fait de la réédition, pour l'anniversaire de la création du personnage, de la Trilogie de l'Elfe Noir, la Trilogie du Val Bise, de L'Héritage du Drow et de Path of Darkness

##### La Trilogie de l'Elfe Noir
- Terre natale
- Terre d'exil
- Terre promise

##### La Trilogie du Val Bise
- L'Éclat de cristal
- Les Torrents d'argent
- Le Joyau du halfelin

##### L'Héritage du Drow
- L'Héritage
- Nuit sans étoiles
- Invasion des Ténèbres
- Une aube nouvelle

##### Paths of darkness
- Lame furtive
- L'Épine dorsale du monde
- La Mer des épées

#### Trilogie Mercenaires
Cette trilogie, dont le premier tome faisait à l'origine partie de la séquence Path of Darkness (cf plus haut), raconte les aventures de Jarlaxle et Artémis Entreri, les plus célèbres ennemis de Drizzt.
- Serviteur du cristal
- La Promesse du roi-sorcier
- La Route du patriarche

#### La trilogieLes Lames du Chasseur
Cette trilogie est la suite de La Légende de Drizzt.
- Les Mille Orques
- Le Drow solitaire
- Les Deux Épées

#### Trilogie Transitions
Cette trilogie est la suite de Les Lames du Chasseur.
- Le Roi orque
- Le Roi pirate
- Le Roi fantôme

#### Saga Neverwinter
Cette saga est la suite de Transitions.
- Gauntlgrym
- Neverwinter
- La Griffe de Charon
- Le Dernier Seuil

#### La Fracture
note : la séquence « The Sundering » compte six romans de divers auteurs se déroulant tous pendant la même période Historique de l'univers des Royaumes Oubliés nommée « Fracture ». Seul le premier tome est écrit par R.A. Salvatore
- Les Compagnons

#### Saga Le Codex des Compagnons
Cette saga est la suite de Transitions.
- La Nuit du Chasseur
- L'Avènement du roi
- La Vengeance du nain

#### Retour à Gauntlgrym
Cette saga est la suite de Neverwinter
- Archimage
- Maestro
- Héros

#### Pentalogie du clerc
Cette pentalogie raconte les aventures d'un clerc nommé Cadderly, qui croisera par la suite le chemin de Drizzt Do'Urden à partir du roman Une aube nouvelle
- Cantique
- À l'ombre des forêts
- Les Masques de la nuit
- La Forteresse déchue
- Chaos Cruel

#### La Guerre de la reine-araignée
Séquence dirigée par R. A. Salvatore mais écrite par divers auteurs :
- La Cité des araignées (écrit par Richard Lee Byers (en))
- La Cité des toiles chatoyantes (écrit par Thomas M. Reid (en))
- Les Fosses démoniaques (écrit par Richard Baker)
- Extinction (écrit par Lisa Smedman (en))
- Annihilation (écrit par Philip Athans (en))
- Résurrection (écrit par Paul S. Kemp)

#### SérieThe Way of the Drow
1. (en) Starlight Enclave, 2021
2. (en) Glacier’s Edge, 2022
3. (en) Lolth’s Warrior, 2023

### UniversStar Wars

#### SérieLe Nouvel Ordre Jedi
1. Vecteur Prime, Presses de la Cité, 2000 ((en) Vector Prime, 1999)  (ISBN 2-258-05333-1)Réédition, Fleuve noir, coll. « Star Wars » no 39, 2001 (ISBN 2-265-07163-3)

#### Novélisation de film
- Star Wars, épisode II : L'Attaque des clones, Presses de la Cité, 2002 ((en) Star Wars Episode II: Attack of the Clones, 2002)  (ISBN 2-258-05338-2)Réédition, Fleuve noir, coll. « Star Wars » no 49, 2002 (ISBN 2-265-06927-2) ; réédition dans le recueil Intégrale épisodes I - II - III, Pocket, coll. « Star Wars » no 149, 2015 (ISBN 978-2-266-26219-4)

### SérieDemon Wars
- L'Éveil du démon
- L'Esprit du démon
- L'Apôtre du démon
- Mortalis
- Ascendance
- Transcendence
- Immortalis

### La Saga des Lances
- Le Bois aux elfes
- La Dague volée
- Le Retour du tueur de dragons

### Univers de Tarzan
- Tarzan, the Epic Adventures

### Romans indépendants
- (en) The Color of Dragons, 2021Écrit avec Erika Lewis.

## Ses personnages les plus connus
- Drizzt Do'Urden, un elfe noir, plus exactement un drow qui est le personnage principal de L'Elfe noir également appelé La Légende de Drizzt. Il est également présent dans les jeux vidéo Forgotten Realms: Demon Stone et la série des Baldur's Gate.
- Wulfgar, le barbare avec son marteau de guerre Aegis-Fang (nommé Crocs de l'Égide en français).
- Bruenor Marteaudeguerre, le roi nain forgeron.
- Cattie-Brie, belle guerrière, fille adoptive du roi nain, et future compagne de Wulfgar.
- Cadderly Bonadieu, élu de Dénéïr résidant à l'Édifiante Bibliothèque puis à L'Envol de l'Esprit qu'il construira en l'honneur de son dieu à la suite de la profanation et la destruction de l'Édifiante Bibliothèque par les forces de Talona, la Dame des poisons (ce que l'on retrouve dans la Pentalogie du Clerc)
- Ivan Larmoire, fidèle ami et garde du corps occasionnel de Cadderly.
- Pikel Larmoire, frère de Ivan, grand ami de Cadderly et nain unique (il veut devenir druide et y réussira finalement).
- Danica Maupoissant, fervente fidèle du grand maître Tabotain Penphag D'Ahn et âme sœur de Cadderly.

## Accueil
R. A. Salvatore reçoit des centaines de lettres de son lectorat et de fans. Une sélection forme la R. A. Salvatore Collection, qui est conservée à l'Université d'État de Fitchburg dans le Massachusetts (États-Unis) au sein de la bibliothèque Amelia V. Gallucci-Cirio.